# Ughelli
Ughelli est une ville du Nigeria, située dans l’État de Delta dans le sud du pays.